# Zahajki (powiat włodawski)
Zahajki – wieś w Polsce położona w województwie lubelskim, w powiecie włodawskim, w gminie Wyryki. Obok miejscowości przepływa niewielka rzeka Krynica, dopływ Zielawy.
W latach 1975–1998 miejscowość należała administracyjnie do województwa chełmskiego. We wsi zdecydowaną większość stanowią osoby wyznania prawosławnego.
Wieś jest sołectwem w gminie Wyryki. Według Narodowego Spisu Powszechnego z roku 2011 wieś liczyła 271 mieszkańców.

## Odznaczenia
- Order Krzyża Grunwaldu III klasy (1980)[9]